# HMS Active (1780)
HMS Active (1780) — 32-пушечный фрегат 5 ранга Королевского флота. Спущен на воду 12 сентября 1780 года на частной верфи Раймонд, в Нортхэм под Саутгемптоном. Головной корабль одноименного типа. Четвертый корабль, названный Active.
Участвовал в Американской революционной войне.
1784 — капитан Трубридж (англ. Thomas Troubridge), Ост-Индия.
Участвовал во Французских революционных войнах.
1796 — капитан Гауэр (англ. Edward Leveson Gower).
В июле 1796 года разбился на реке Святого Лаврентия.